# Zwinglianesimo

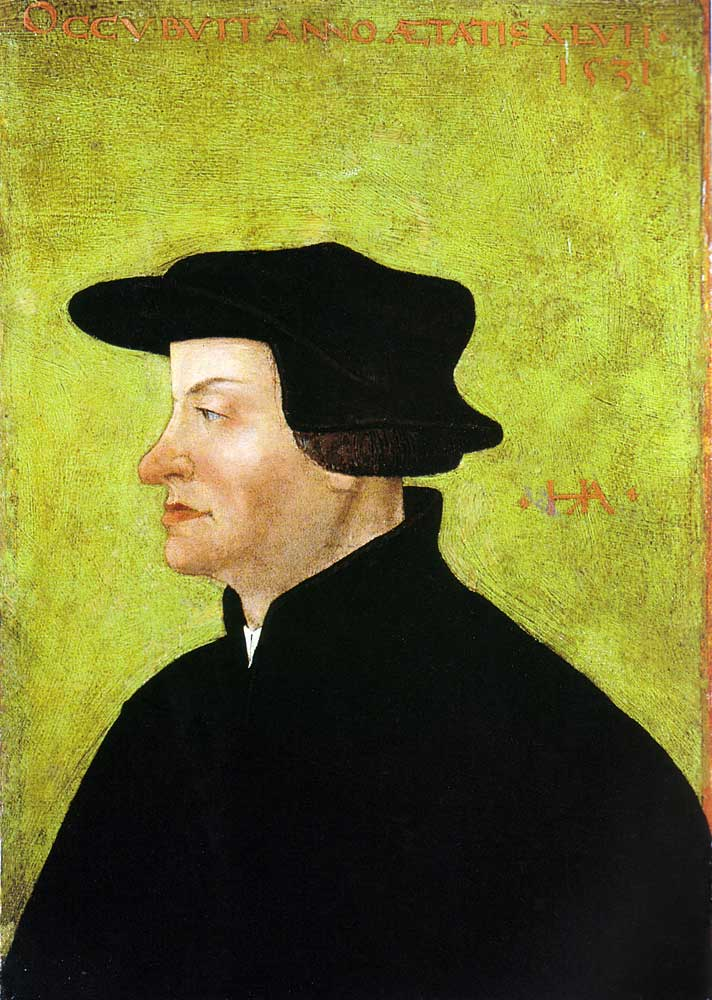
Ritratto di Huldreich Zwingli effettuato dopo la morte. Hans Asper, 1531 ca., Kunstmuseum Winterthur.

Lo zwinglianesimo o zuinglianesimo (anche zwinglismo o zuinglismo) è la dottrina protestante formulata da Ulrico Zuinglio, protagonista della Riforma elvetica insieme a Giovanni Calvino.
Le interpretazioni teologiche di Zwingli sono basate soprattutto sull'analisi razionale delle Sacre Scritture, ispirate da Dio, secondo il riformatore svizzero, e poste ben al di sopra di autorità umane come il concilio ecumenico o i Padri della Chiesa. Dopo la morte di Zwingli, lo zwinglianesimo divenne una confessione cristiana vera e propria, basata sulla Seconda Confessione Elvetica, promulgata da Enrico Bullinger nel 1560.
L'opera riformatrice di Zwingli venne comunque ampliata enormemente e portata avanti dal teologo Giovanni Calvino; lo zwinglianesimo può quindi essere considerato il movimento precursore del calvinismo.

## Bibbia
La Bibbia è centrale nel lavoro di Zwingli ed è cruciale nello sviluppo della sua teologia. Zwingli si appellò alla Scrittura costantemente nelle sue opere. Questo è fortemente evidente nei suoi primi scritti, come Archeteles (1522) e La chiarezza e la certezza della parola di Dio (1522). Egli credeva che l'uomo è un bugiardo e che solo Dio è la verità. Per lui la Scrittura, come parola di Dio, porta alla luce quando c'è solo l'oscurità dell'errore.
Zwingli inizialmente faceva appello alla Scrittura contro i suoi avversari cattolici al fine di contrastare il loro appello all'autorità assoluta della Chiesa di Roma — che comprendeva i concili ecumenici, i Padri della Chiesa, gli scolastici e i papi. Per lui queste autorità si basavano sull'uomo ed erano in errore. Egli osservava che "i padri devono cedere la parola di Dio e non la parola di Dio ai padri". La sua insistenza sull'usare la parola di Dio non lo precluse però dall'utilizzare gli stessi concili o Padri della Chiesa nelle sue argomentazioni. Egli non diede loro alcuna autorità indipendente, ma li usò per dimostrare che non era l'unico, all'interno del cristianesimo, ad avere un determinato tipo di opinioni.
Ai posteri è parso scontato attribuire a Zwingli l'ispirazione della Scrittura, cioè il concetto che Dio o lo Spirito Santo ne sia l'autore. Invece egli sosteneva tutt'altro: dal suo punto di vista l'ispirazione non era meccanica, e riconosceva l'elemento umano nei suoi commentari, facendo per esempio notare le enormi differenze tra i quattro Vangeli canonici. Come Martin Lutero, Zwingli non aveva una grande considerazione per l'Apocalisse giovannea. Non accettò mai l'idea di un "canone nel canone"; preferì piuttosto considerare la Scrittura in tutto il suo complesso.

## Sacramenti

### Battesimo
La funzione del battesimo secondo Zwingli è in gran parte radicata nel suo conflitto con gli anabattisti, un gruppo protestante interno alla Riforma radicale, che rifiutava il battesimo dei neonati ed era centrato sulla leadership di Conrad Grebel e Felix Manz. Nell'ottobre 1523 scoppiò la polemica riguardo a ciò durante la seconda disputa di Zurigo, e Zwingli difese con vigore la necessità del battesimo per i neonati e la convinzione secondo cui il secondo battesimo era inutile. In Battesimo, Rebattesimo e Battesimo Infante, Zwingli delinea i suoi disaccordi con i cattolici e gli anabattisti. Accusa questi ultimi di aggiungere altro alla parola di Dio e afferma che non c'è nessuna legge che vieta il battesimo dei neonati. Zwingli sfidò i cattolici negando che l'acqua del battesimo possa avere il potere di lavare via il peccato, considerandolo piuttosto come un impegno o una promessa, ma contestò duramente la posizione anabattista secondo cui è un impegno a vivere senza peccato, rilevando che tale impegno riporta l'ipocrisia del legalismo.

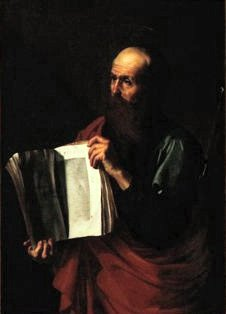
San Paolo, di Spagnoletto, XVII secolo.

Egli sostenne contro gli anabattisti che coloro che hanno ricevuto lo Spirito Santo e sono stati in grado di vivere senza peccato erano le uniche persone qualificate a partecipare al battesimo. Allo stesso tempo affermò che il rebattesimo non aveva alcun sostegno nelle Scritture. Gli anabattisti si sollevarono con l'obiezione che Cristo non faceva battezzare i bambini, e così i cristiani, allo stesso modo, non dovrebbero battezzare i loro bambini. Zwingli replicò che questo implicherebbe il fatto che le donne non dovrebbero partecipare alla Comunione perché non ve ne erano all'Ultima Cena.
La disputa andò oltre: Zwingli dichiarò che le Sacre Scritture impongono ai cristiani di effettuare il battesimo e, in una discussione separata, negò l'esistenza del peccato originale. Utilizzò quindi un passo tratto dalla Prima lettera ai Corinzi (7,12-14), in cui Paolo di Tarso afferma che i bambini di almeno un genitore cristiano sono santi e quindi sono anche figli di Dio. Gli infanti vanno quindi battezzati perché c'è solo una Chiesa (intesa come comunità dei credenti) e solo un battesimo, non una mezza Chiesa o un mezzo battesimo.
Nella prima parte dell'opera Una Risposta a Hubmaier, Zwingli attaccò le posizioni anabattiste sul battesimo avanzate da Balthasar Hubmaier, mentre nella seconda esprime alcune idee riguardanti il battesimo che andranno successivamente a formare la sua visione teologica personale: Zwingli afferma che il battesimo è uno dei segni dell'Alleanza con Dio, paragonando il suo significato a quella della circoncisione di Abramo. Ad ogni modo, Zwingli non ritenne mai il sacramento battesimale come un mezzo attraverso il quale si può ricevere la grazia di Dio.

### Cena del Signore

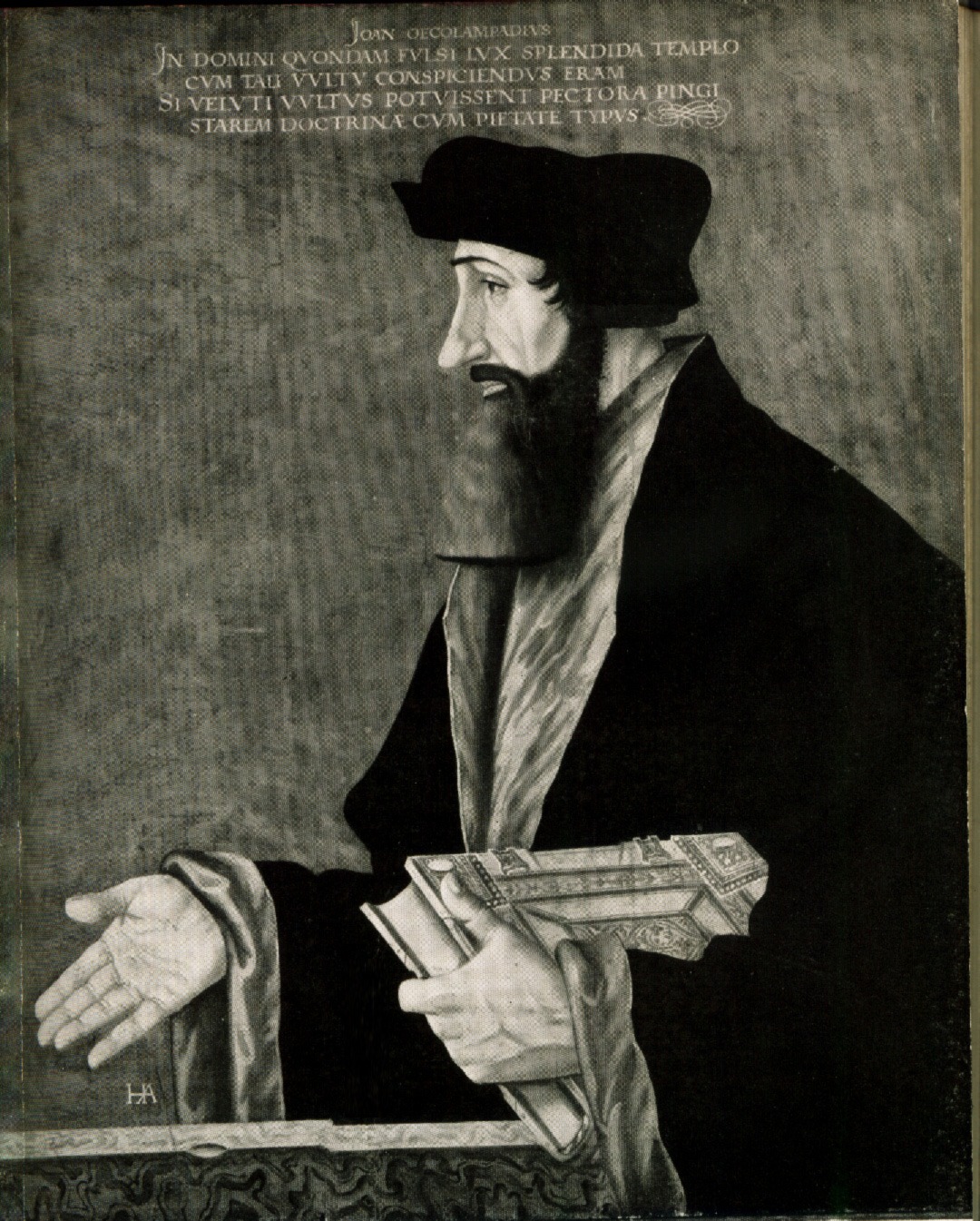
Il riformatore Giovanni Ecolampadio appoggiò Zwingli e la sua dottrina eucaristica.

L'Eucaristia fu uno degli elementi cardine che portò alla separazione e differenziazione tra le varie chiese protestanti e tra gli stessi riformatori. Per Zwingli si trattava di attaccare una dottrina che metteva in pericolo la comprensione e l'accoglienza del dono di Dio della salvezza, mentre per Lutero era una questione di difendere una dottrina che incarnava quel dono. Non è chiaro in che modo Zwingli considerasse l'Eucaristia prima di diventare un riformatore e c'è disaccordo tra gli studiosi riguardo alle sue idee teologiche riguardanti questo argomento. Nel diciottesimo articolo dei 67 Articoli (1523) Zwingli afferma che la messa è solo una commemorazione del sacrificio di Cristo, e in Un'Esposizione degli Articoli spiega ulteriormente le sue tesi (1523).
Zwingli accreditava all'umanista danese Honius l'idea secondo cui la frase che Gesù pronunciò durante l'Ultima Cena, "questo è il mio corpo", in realtà vuol dire "questo significa il mio corpo". Honius scrisse una lettera a Zwingli nel 1524 in cui spiegava le proprie tesi eucaristiche avvalendosi anche di alcuni brani biblici. Ad oggi è impossibile affermare che genere di impatto ebbe la lettera sulla teologia di Zwingli, sebbene egli considerasse già dapprima la celebrazione eucaristica come un gesto simbolico; il riformatore svizzero spiegò le opinioni di Honius in una lettera inviata a Matthäus Alber, associato di Lutero.
Zwingli rifiutò la teoria della transustanziazione (come Amalario di Metz o Berengario di Tours secoli prima) rifacendosi al passo 6,63 del Vangelo di Giovanni, in cui l'apostolo afferma che "È lo Spirito che dà la vita, la carne non giova a nulla; le parole che vi ho dette sono spirito e vita". Lo svizzero lodò la comprensione di Andrea Carlostadio sul significato della fede, ma infine si allontanò da lui poiché egli riteneva che la parola "questo" si riferiva al corpo di Gesù e non al pane. Zwingli difese ulteriormente l'interpretazione del "significa" avvalendosi di fonti bibliche e patristiche. In L'Eucaristia (1525), dopo l'introduzione sulla propria liturgia della Comunione, Zwingli spiegò perché non riteneva che il pane il vino diventassero veramente il corpo e il sangue di Cristo e perché essi non vengono materialmente mangiati.

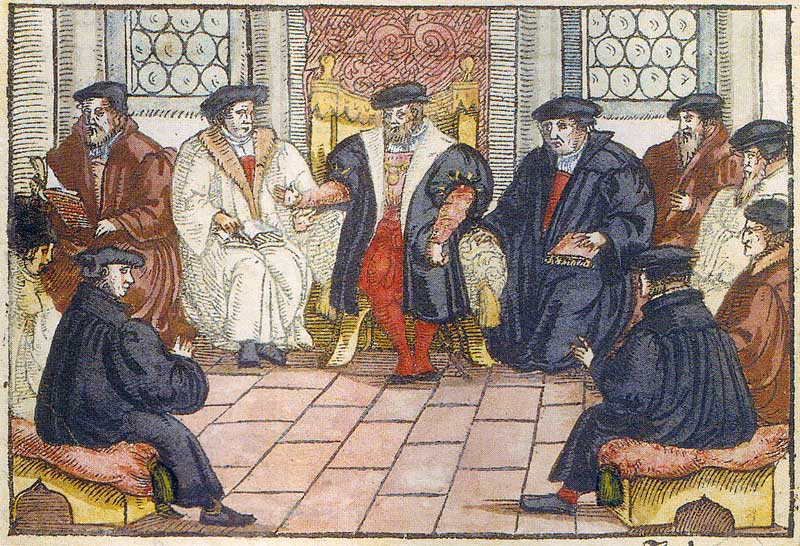
Silografia a colori che rappresenta i Colloqui di Marburgo.

Il conflitto tra Zwingli e i luterani iniziò nel 1525, ma fu solo nel 1527 che lo svizzero si scontrò direttamente con Lutero; il culmine della disputa si ebbe con i Colloqui di Marburgo del 1529. Zwingli scrisse quattro testi sui colloqui: Un'Esegesi Amichevole (1527), Una Risposta Amichevole (1527), La Risposta Cristiana di Zwingli (1527) e Due Risposte al Libro di Lutero (1528). Tutti e quattro gli scritti sono incentrati più sull'analisi del punto di vista di Lutero che sulla teologia personale di Zwingli. Alcuni dei suoi commenti furono taglienti e critici, seppur mai quanto quelli che Lutero fece su di lui. Il problema principale per Zwingli era che Lutero metteva "il punto principale della salvezza nel mangiare fisicamente il corpo di Cristo". Lutero vedeva questa azione come rafforzamento della fede e remissione dei peccati. Questo, tuttavia, cozzava con le opinioni di Zwingli. La presenza reale di Cristo non poteva produrre fede come la fede che è da Dio, per coloro che Dio ha scelto. Per replicare Zwingli si appellò a diversi passi della Bibbia (soprattutto il già citato Giovanni 6,63). Considerava le idee di Lutero come una negazione dell'umanità di Cristo e asseriva che il corpo di Cristo è in un solo luogo, cioè alla destra di Dio. I Colloqui di Marburgo non produssero nulla di nuovo nel dibattito tra i due riformatori. Non cambiarono le loro posizioni, ma produssero alcuni ulteriori sviluppi delle loro idee. Zwingli ad esempio, per cercare un punto d'accordo con Lutero, notò che il pane non era semplice pane e confermò termini come "presenza", "vero" e "sacramentale". Tuttavia le differenze tra le loro personali comprensioni della fede, la cristologia, l'approccio e l'uso delle Scritture portarono ad una rottura insanabile tra i due riformatori.
Verso la fine della sua vita, Zwingli fece un sommario delle sue comprensioni sull'Eucaristia in una confessione inviata a Francesco I di Francia, in cui dichiarava: 

## Eredità
La teoria della presenza spirituale di Cristo venne adottata, riformulata e perfezionata dal più celebre e colto seguace del pensiero di Zwingli, il riformatore Giovanni Calvino, che, prendendo spunto dalle opere di Zwingli, formulò una teologia riformata completa ed esaustiva all'interno del suo trattato più famoso, l'Institutio christianae religionis, accettabile sia per gli zwingliani che per i nuovi cristiani riformati, cioè i calvinisti (Calvino si preoccupò comunque anche di ridare maggiore importanza e sacralità sia al battesimo che alla Cena del Signore).
Zwingli fu, solo apparentemente, una figura di poco conto all'interno della Riforma protestante. La sua riflessione teologica e uno studio estremamente approfondito delle Sacre Scritture posero le basi per la nascita del calvinismo.